# 5e Luftwaffen-Felddivisie
De Duitse 5e Luftwaffen-Felddivisie (Duits: 5. Luftwaffen-Feld-Division) was een Duitse infanteriedivisie tijdens de Tweede Wereldoorlog. De divisie werd al snel overgebracht naar de zuidelijke sector van het oostfront. De divisie werd veelal ingezet als kustverdediging rondom de Zwarte Zee en af en toe ook in de frontlijn. Dat laatste leidde vaak tot zware verliezen. In mei 1944 werd de divisie ontbonden.

## Geschiedenis

### Oprichting en inzet in 1942/43
De 5e Luftwaffen-Felddivisie werd in oktober 1942 Luftgau III op Oefenterrein Groß-Born gevormd uit het Flieger-Regiment 16 plus overtollig Luftwaffe-personeel.
Al snel werd de divisie op treintramsport gezet naar de Krim, waar de eerste onderdelen al rond 19 november 1942 aan kwamen en voor het eind van de maand de rest van de divisie. De divisie lag in de zuidelijke Krim. Eind december 1942 werd de divisie overgebracht naar Krasnodar en werd daarna deel van het Koebanbruggenhoofd. Hierbij werd de divisie in delen ingezet. Al begin februari 1943 was een deel ingezet rond Kertsj, een deel rond Krymskaya en een deel bij Timoshevskaya. Medio maart 1943 was de gehele divisie weer terug op de Krim, als kustverdediging op het schiereiland Kertsj. In september 1943 werd de divisie dan richting Melitopol verplaatst en nam deel aan de gevechten om de Panther-Wotanlinie. Die kon niet standhouden en de divisie trok met het 6e Leger in zeer verliesgevende gevechten terug naar en over de Dnjepr.

### Overgenomen in hetHeer
Op 1 november 1943 werd de divisie bij Cherson overgenomen door het Heer en kreeg de benaming 5e Felddivisie (L) (Duits: 5. Feld-Division (L)), waarbij de L voor Luftwaffe stond. In het algemeen werd (ook in officiële documentatie) de naam 5e Luftwaffen-Felddivisie verder gevoerd. Hierbij moest de divisie zijn 3e Afdeling (III. Abt., (Flak)) van het artillerieregiment afstaan. Deze bleef in de Luftwaffe en werd I./Flak-Regiment 17.
In deze gevechten in oktober 1943 gingen de volgende eenheden verloren en moesten opgeheven worden:
- Staf Luftwaffen-Jäger-Regiment 9 met III. Bataillon
- Luftwaffen-Jäger-Regiment 10 (met alle drie bataljons)

### Inzet 1943/44
De divisie werd vanaf november 1943 ingezet als kustverdediging langs de Dnjepr-liman, eerst vlakbij Cherson, later dichterbij Mykolajiv. Weens de opmars van het Rode Leger richting Odessa moest de divisie mee terugtrekken. Tegen eind april 1944 was de divisie (alleen nog Kampfgruppe 5. LwFD genoemd aangezien er nog slechts resten over waren) terug tot achter de Dnjestr in Zuid-Bessarabië.

### Einde
De 5e Luftwaffen-Felddivisie werd in mei 1944 ten zuiden van Cetatea Albă opgeheven. Het Jäger-Regiment 9 (L) ging naar de 76e Infanteriedivisie en de rest van de divisie-eenheden werden verdeeld over de 76e, 304e, 320e en 335e Infanteriedivisies.

## Slagorde
- vier Infanteriebataljons (zonder regimentsstaf)
- Panzerjäger-Abteilung Luftwaffen-Feld-Division 5
- Artillerie-Abteilung Luftwaffen-Feld-Division 5
- Flak-Abteilung Luftwaffen-Feld-Division 5
- Radfahrer-Kompanie Luftwaffen-Feld-Division 5
- Luftnachrichten-Kompanie Luftwaffen-Feld-Division 5
- Pionier-Kompanie Luftwaffen-Feld-Division 5
- Kommandeur der Nachschubtruppen Luftwaffen-Feld-Division 5

Vanaf zomer 1943:
- Luftwaffen-Jäger-Regiment 9 (met drie bataljons)
- Luftwaffen-Jäger-Regiment 10 (met drie bataljons)
- Luftwaffen-Artillerie-Regiment 5 (met twee afdelingen, maar zonder regimentsstaf)
- Panzerjäger-Abteilung der Luftwaffen-Feld-Division 5
- Luftwaffen-Pionier-Bataillon 5
- Luftnachrichten-Kompanie der Luftwaffen-Feld-Division 5
- Versorgungseinheiten der Luftwaffen-Feld-Division 5

Vanaf 1 november 1943:
- Jäger-Regiment 9 (L) (met twee bataljons, maar zonder regimentsstaf)
- Artillerie-Regiment 5 (L) (met twee afdelingen, maar zonder regimentsstaf)
- Pionier-Bataillon 5 (L)
- Nachrichten-Abteilung 5 (L)
- Divisionseinheiten 5 (L)

## Commandanten
| Rang                     | Naam                                   | Begin         | Eind          |
| ------------------------ | -------------------------------------- | ------------- | ------------- |
| Oberst                   | Hans-Joachim ("Hans-Jochen") von Armin | oktober 1942  | november 1942 |
| Oberst                   | Hans-Bruno Schulz-Heym                 | november 1942 | november 1943 |
| geen commandant aanwezig | geen commandant aanwezig               | november 1943 | 10 maart 1944 |
| Generalmajor             | Botho Graf von Hülsen                  | 10 maart 1944 | 1 juni 1944   |

## Bovenliggende bevelslagen
| Legerkorps                               | Leger              | Legergroep              | Plaats/regio    | Begin                | Eind                 |
| ---------------------------------------- | ------------------ | ----------------------- | --------------- | -------------------- | -------------------- |
| 42e Legerkorps                           | direct onder bevel | Heeresgruppe A          | Krim            | 15 november 1942     | 22 december 1942     |
| direct onder bevel                       | 1. Panzerarmee     | Heeresgruppe A          | Kaukasus/Koeban | januari 1943         |                      |
| 5e Legerkorps                            | 17. Armee          | Heeresgruppe A          | Koeban          | februari 1943        |                      |
| 44e Legerkorps                           | 17. Armee          | Heeresgruppe A          | Koeban          | maart 1943           |                      |
| Befehlshaber Straße Kertsch              | 17. Armee          | Heeresgruppe A          | Kertsj          | medio maart 1943     | medio september 1943 |
| deels 4e Legerkorps deels 29e Legerkorps | 6. Armee           | Heeresgruppe A          | Melitopol       | medio september 1943 | oktober 1943         |
| 44e Legerkorps                           | 6. Armee           | Heeresgruppe A          | Dnjepr-liman    | november 1943        |                      |
| Befehlshaber Westtaurien                 | 6. Armee           | Heeresgruppe A          | Dnjepr-liman    | november 1943        | november 1943        |
| Befehlshaber Westtaurien                 | 3e Roemeense Leger | Heeresgruppe A          | Dnjepr-liman    | november 1943        | 13 februari 1944     |
| 72e Legerkorps                           | 3e Roemeense Leger | Heeresgruppe A          | Dnjepr-liman    | 13 februari 1944     | begin maart 1944     |
| 72e Legerkorps                           | 6. Armee           | Heeresgruppe A          | Odessa          | begin maart 1944     | 21 maart 1944        |
| 72e Legerkorps                           | 3e Roemeense Leger | Heeresgruppe A          | Odessa          | 21 maart 1944        | 31 maart 1944        |
| 72e Legerkorps                           | 3e Roemeense Leger | Heeresgruppe Südukraine | Bessarabië      | 1 april 1944         | 4 april 1944         |
| 72e Legerkorps                           | 6. Armee           | Heeresgruppe Südukraine | Bessarabië      | 4 april 1944         | 18 april 1944        |
| direct onder bevel                       | 3e Roemeense Leger | Heeresgruppe Südukraine | Bessarabië      | 18 april 1944        | medio mei 1944       |